# 2090 Mizuho
2090 Mizuho è un asteroide della fascia principale. Scoperto nel 1978, presenta un'orbita caratterizzata da un semiasse maggiore pari a 3,0709094 UA e da un'eccentricità di 0,1350453, inclinata di 11,79989° rispetto all'eclittica.
L'asteroide porta il nome della moglie del suo scopritore.